# Meteora (album)
Meteora este al doilea album de studio al formației rock americane Linkin Park. Albumul a fost lansat pe 25 martie 2003, prin Warner Bros. Records, după Reanimation, un album de colaborare care conținea diverse remixuri ale melodiilor incluse pe albumul lor de debut din 2000, Hybrid Theory. Albumul a fost produs de formație alături de Don Gilmore. Meteora are un stil similar cu Hybrid Theory, așa cum este descris de critici, iar albumul a durat aproape un an pentru a fi înregistrat. 
Meteora a debutat pe locul 1 în Billboard 200, vânzând peste 810.000 de exemplare în prima săptămână de la lansare. Linkin Park a lansat single-uri de la Meteora timp de peste un an, precum „Somewhere I Belong”, „Faint”, „Numb”,„From the Inside” și „Breaking the Habit”. „Lying from You” a fost lansat în martie 2004 ca single promoțional, precum și alte remixuri. Meteora a primit recenzii în general pozitive, deși unii critici au considerat că stilul albumului era prea asemănător cu predecesorul său, negândindu-se la popularitatea stilului de nu metal.
Meteora s-a vândut în aproximativ 16 milioane de copii în întreaga lume, devenind al 8-lea cel mai bine vândut album al secolului XXI . Este certificat de 7 ori platină de către Asociația Industriei Înregistrărilor din America (RIAA). A fost clasat pe locul 36 în Top 200 de albume Billboard din anii 2000. Unele melodii de pe album au fost remixate cu unele dintre melodiile lui Jay-Z pentru EP-ul Collision Course (2004), un album în principiu bazat pe remixuri ale albumului Meteora. "Session" a fost nominalizată pentru Cea mai bună interpretare instrumentală rock la ediția a 46-a a premiilor Grammy.
În februarie 2023, a fost anunțat că trupa va lansa o ediție deluxe pentru aniversarea a 20 de ani de Meteora la 7 aprilie 2023, la care a fost lansată o nouă melodie ca single, nefiind pe lista originală din 2003. În plus, au lansat un demo niciodată lansat anterior intitulat "Lost" ca single-ul principal al reedității, fiind făcut cu AI.